# Cicale di mare alla viareggina
Le cicale di mare alla viareggina è un piatto di mare tradizionalmente preparato a Viareggio. 

## Preparazione
La preparazione è molto simile a quella della arselle alla viareggina.  
Far rosolare aglio e peperoncino, aggiungere le cicale di mare (canocchie) -sul carapace interno delle quali deve essere stato praticato un taglio-, saltare e sfumare con poco vino bianco.
Aggiungere la salsa di pomodoro e far cuocere per circa mezz’ora. Allungare via via con bisque (o fumet o brodo vegetale) caldo. 
Preparare delle fette di pane toscano strofinate con l'aglio e posizionarle in una zuppiera. 
Versare le cicale di mare alla viareggina sul pane ed aggiungere eventualmente sale, pepe, olio. 
Il sugo in eccesso, ed eventualmente le stesse canocchie tagliate a pezzi, possono essere usati anche per condire la pasta.